# Bjärsjölagårds landsfiskalsdistrikt
Bjärsjölagårds landsfiskalsdistrikt var 1918-1951 ett landsfiskalsdistrikt i Malmöhus län, bildat när Sveriges indelning i landsfiskalsdistrikt trädde i kraft den 1 januari 1918, enligt beslut den 7 september 1917. När Sveriges nya indelning i landsfiskalsdistrikt trädde i kraft den 1 januari 1952 (enligt kungörelsen 1 juni 1951) upplöstes distriktet och dess område delades mellan landsfiskalsdistrikten Färs och Hörby.
Landsfiskalsdistriktet låg under länsstyrelsen i Malmöhus län.

## Ingående områden

### Från 1918
Färs härad:
- Brandstads landskommun
- Fränninge landskommun
- Långaröds landskommun
- Vollsjö landskommun
- Västerstads landskommun
- Östraby landskommun
- Östra Kärrstorps landskommun
- Öveds landskommun